# Combined Annotation Dependent Depletion
CADD es un acrónimo formado por las iniciales de Combined Annotation- Dependent Depletion. Es una herramienta informática que  permite evaluar cuan deletéreas son las variantes de un único nucleótido (SNP), deleciones e inserciones en el genoma humano.

## c-score
La Deriva genética y la Selección natural, entre otros, pueden originar la fijación de alelos en determinadas poblaciones. 
CADD es una herramienta que trabaja contrastando la información de los alelos que se han fijado, o que han sobrevivido a la selección natural, con variantes simuladas. La forma de expresar el resultado es lo que se denomina el c-score, de manera que mayores valores de c-score sugieren un mayor efecto deletéreo de dichos alelos.